# Glenn Steers
Glenn Steers (3 de outubro de 1958 - 17 de setembro de 1994), também conhecido como Glen Steers e Rick Sommers, foi um modelo gay masculino e ator pornô (estrela pornô) que atuou em filmes pornôs gays . Steers peludos, musculosos e bigodudos costumam trabalhar com COLT Studios. Para One in a Billion, ele foi dirigido pela lenda do pornô gay Al-Parker.
Como "COLT Man", Steers geralmente ostentava um visual de botão Castro Street Clone popularizado no mundo gay na década de 1970: cabelo curto e bigode grosso. Ele tem um pênis maior do que o normal, e costuma atuar com um papel de destaque em seus filmes.
Vários obituários listam seu local de nascimento como Detroit, Michigan, e que ele morreu em Bratislava, Eslováquia.

## Videografia em destaque
- Big Bang (Falcão, 1991)
- The Company We Keep, segmento "Hot Splice" ( Buckshot Productions /Colt Studio, 1984)
- Good Hot Stuff , segmento "Hayfever" ( Buckshot Productions /Colt Studio, 1983)[2]
- Difícil de encontrar (Fox Studio, 1985)
- One in a Billion, segmento "The Elevator" (Bijou, 1984)
- Rimshot (Jocks Video, 1991)
- "Competição acirrada" (Falcão)
- "Tratamento Triplo" (Colt Studios)

## Modelo em destaque
CONJUNTOS FOTOGRÁFICOS DO COLT STUDIO: edição original
Revista:
- COLT SPURS #10 "Edição de Couro"
- COLT OLYMPUS #7
- COLT STUDIO APRESENTA #9 "All American Jocks"
- COLT STUDIO APRESENTA #12 "Men In Uniform"
- COLT STUDIO APRESENTA #15 "Men of the Wild West #2"
- COLT CALENDAR MEN #4 "Couro"
- ÁLBUM DO 25º ANIVERSÁRIO #3 Colt Studio

Revista mensal:
- MANDATO Junho de 1984
- INCHES, fevereiro de 1991 (Valentines to Gapyporn Stars), abril de 1991 (imagem única/Falcon)
- MANSHOTS junho de 1994

Calendário
- CALENDÁRIO COLT MEN 1993
- CALENDÁRIO COLT CLÁSSICO 1995